# Betty Louise Turtle
Betty Louise Turtle (nascuda Webster [també Webster en obres publicades]) (20 de maig de 1941 - 29 de setembre de 1990) va ser una astrònoma i física australiana. El 1971, amb el seu col·lega Paul Murdin, va identificar la potent font de raigs X Cygnus X-1 com el primer candidat clar per a un forat negre.

## Educació i carrera acadèmica
Va assistir a la Universitat d'Adelaida i va continuar els estudis com una de les primeres estudiants a l'escola de postgrau de l'Observatori Mount Stromlo, a l'oest de Canberra, on va estar fortament influenciada pels astrònoms nord-americans Bart Bok i Priscilla Fairfield Bok. Va obtenir el seu doctorat el 1967 sobre el tema de les nebuloses planetàries del sud mentre treballava amb l'astrònom suec Bengt Westerlund. Es va traslladar a la Universitat de Wisconsin abans d'ocupar un lloc al Royal Greenwich Observatory al castell d'Herstmonceux, primer com a oficial científica i després com a oficial científica principal. Va treballar amb Richard Woolley, astrònom reial, i després amb Paul Murdin, amb qui havia estat escollida a la Royal Astronomical Society al mateix temps el 1963.
Turtle i Murdin van ser curosos i prudents a l'hora d'escriure l'article que van enviar a la revista Nature on descrivia el seu descobriment, titulat Cygnus X-1: un binari espectroscòpic amb un company pesat? amb les últimes paraules, "... podria ser un forat negre". El seu cap, Woolley, era més conservador com a astrònom i els seus col·legues van reflectir la seva prudència, tot i que altres astrònoms (sobretot Charles Thomas Bolton) estaven d'acord amb ells.
El seu treball a Sussex va portar directament a un càrrec a l'Observatori Astronòmic de Sud-àfrica, on Woolley va assumir el càrrec de directora el 1972 i, després,  va assumir un paper de supervisió en la posada en funcionament del nou Telescopi Anglo-Australià de 3,9 metres abans de convertir-se en astrònom de plantilla allà.
El 1978, va trobar la seva feina final a la Universitat de Nova Gal·les del Sud a la facultat de física; el novembre d'aquell any es va casar amb Tony Turtle. Mentre estava a la universitat, va ser la força impulsora del Telescopi de Patrulla Automatitzat a l'Observatori de Siding Spring, va introduir un curs de quart any per a astrònoms, va servir o presidir molts comitès i va promoure l'astronomia de manera molt activa a través de la Unió Astronòmica Internacional i la Societat Astronòmica d'Austràlia.
Va morir després d'una llarga malaltia a casa seva a Paddington, Sydney.

## Llegat
El premi Bok, que s'atorga anualment als estudiants de grau per l'excel·lència en la investigació, es va introduir en gran part per instigació de Turtle i està patrocinat per la Societat Astronòmica d'Austràlia i l'Acadèmia Australiana de Ciències. En honor a la seva contribució a l'astronomia, la Societat Astronòmica d'Austràlia atorga anualment el premi Louise Webster des del 2009 per premiar la recerca postdoctoral destacada al començament de la carrera d'un científic.